# Maksim Romić
Maksim Romić (Max Romih, Massimiliano (Massimo) Romi) (Buzet, 22. svibnja 1893. – Firenca 24. travnja 1979.), bio je hrvatski šahist koji je nastupao za Italiju.

## Životopis
Rodio se u Buzetu za vrijeme Austro-Ugarske. Ubrzo nakon Prvog svjetskog rata njegov je rodni kraj došao pod Italiju. Na vlast su ubrzo došli fašisti koji su promicali talijaniziranje netalijanskih imena i prezimena, pa je Max Romih postao Massimiliano Romi. Pod tim se je imenom pojavio na šahovskom turniru u San Remu 1930. godine. Sudjelovao je na nekoliko prvenstava Italije prije i poslije Drugog svjetskog rata. Nastupao je za Italiju na trima službenima (1927., 1931. i 1935.) i dvjema neslužbenima (1924. i 1936.) šahovskim olimpijadama.

## Međunarodna natjecanja
Pobijedio je u Scarboroughu 1925., bio je 3. u Hyèresu 1926. (pobijedio je Abraham Baratz), podijelio je 5. – 7. mjesto u Spau 1926. (pobijedili su: Fritz Sämisch i George Alan Thomas),
bio je 7. u Veneciji 1929. (pobijedio je Rudolf Pitschak),
bio je 16. San Remu 1930. (pobijedio je Aleksandr Aljehin),
bio je 4. u Parizu 1938. (pobijedio je José Raúl Capablanca),
i bio je 2. iza Estebana Canala u Reggio Emiliji 1947.

## Izabrani dvoboj: Maksim Romić -José Raúl Capablanca
1.d4 Mf6 2.Mf3 e6 3.Ff4 b6 4.e3 Fb7 5.Mbd2 Mh5 6.Fg3 d6 7.Fd3 Md7 8.De2 Fe7 9.c3 c5 10.Me4 Mxg3 11.hxg3 h6 12.Td1 Dc7 13.Med2 d5 14.Fa6 Fxa6 15.Dxa6 0-0 16.Dd3 b5 17.g4 c4 18.Dc2 Dd8 19.e4 dxe4 20.Mxe4 Mf6 21.Mxf6+ Fxf6 22.0-0 Tb8 23.a3 a5 24.Tfe1 Dd5 25.Me5 Tfc8 26.f4 b4 27.axb4 axb4 28.Dd2 bxc3 29.bxc3 Tb3 30.g5 Tcb8 31.Mf3 Tb2 32.De3 hxg5 33.fxg5 Fd8 34.g6 Ff6 35.gxf7+ Texf7 36.Tf1 Tc2 37.Td2 Tbb2 38.Txc2 Txc2 39.Tf2 Txf2 40.Texf2 Df5 41.De2 g5 42.g4 Df4 43.Dxc4 Dxg4 44.Dc7+ Teg6 45.Ce5+ Fxe5 46.Dxe5 Dh4+ 47.Dg3 De4 48.De3 Dc2+ 49.Teg3 Teh5 50.Df3+ Teg6 51.De3 1/2-1/2

## Vanjske poveznice
- Maksim Romić na Chessgames.com
- Partije Maksima Romića na 365chess.com
- Chessmetrics.com Procijenjeni Elo za Romića
- Olimpbase Maksim Romić